# Capuz

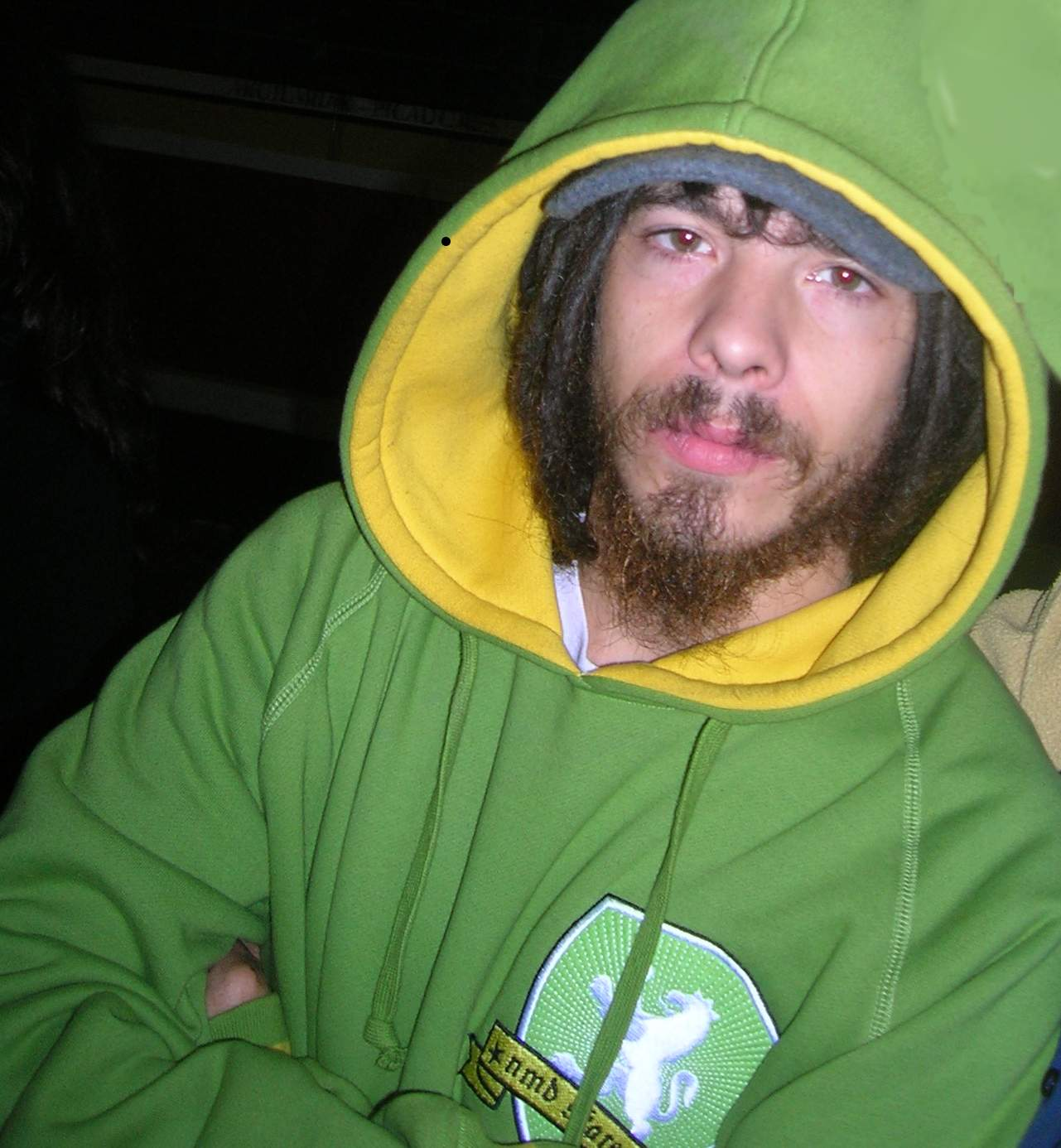
Homem vestindo blusão com capuz.

Capucho, capuz, capelo, chapeirão ou bioco é uma cobertura para a cabeça, geralmente costurada (ou presa por zíper, botões etc.) ao casaco, capa ou blusa, sendo de uso tanto masculino como feminino e estando presente em diversas épocas.

## Etimologia
"Capuz" deriva do termo do baixo latim capuciu (ou caputiu) através do moçárabe kabbûz (ou qapûc).

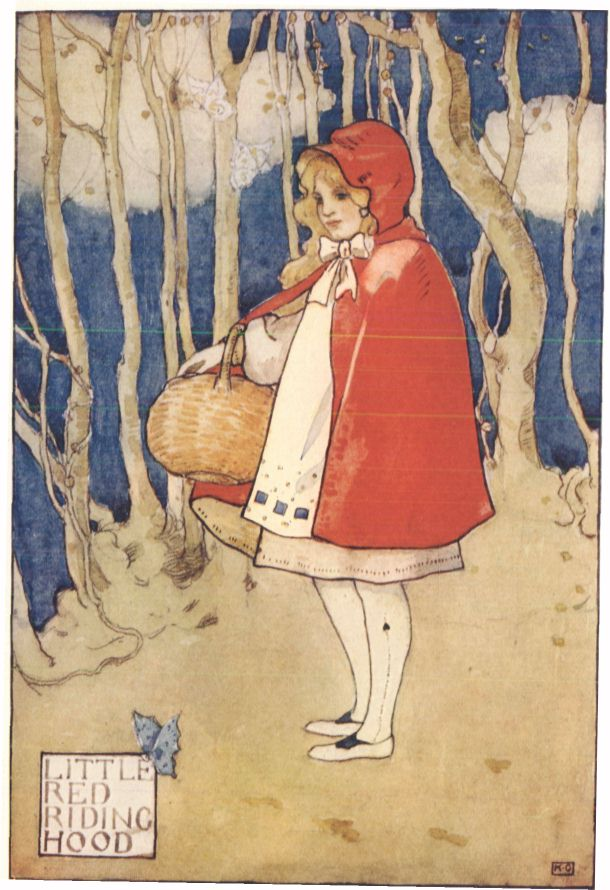
Chapeuzinho Vermelho.